# رابرت دانکن مک‌نیل
 رابرت دانکن مک‌نیل (انگلیسی: Robert Duncan McNeill؛ زادهٔ ۹ نوامبر ۱۹۶۴) یک کارگردان، و هنرپیشه اهل ایالات متحده آمریکا است.